# Joel ed Ethan Coen
Joel Daniel Coen (St. Louis Park, 29 novembre 1954) e 
  Ethan Jesse Coen (St. Louis Park, 21 settembre 1957), generalmente noti come i fratelli Coen, sono due registi, sceneggiatori, produttori cinematografici e montatori statunitensi.
Normalmente scrivono insieme il soggetto e la sceneggiatura dei loro film e, nonostante di solito sia Joel a essere accreditato come regista, la collaborazione tra i due fratelli è così stretta che questa distinzione non è netta. In effetti, sul set gli attori interagiscono con entrambi per le indicazioni delle scene, ottenendo più o meno le stesse risposte. Per questo motivo, nel mondo del cinema vengono spesso definiti come "il regista a due teste".
Spesso autori anche del montaggio dei propri film, per il quale compaiono sotto lo pseudonimo di Roderick Jaynes, i fratelli Coen hanno vinto numerosi premi, tra cui 4 premi Oscar: miglior sceneggiatura originale per Fargo e miglior film, regia e sceneggiatura non originale per Non è un paese per vecchi.

## Biografia
Joel e Ethan sono nati e cresciuti a Minneapolis. I genitori, Edward e Rena, entrambi ebrei, erano l'uno docente di economia all'Università del Minnesota e l'altra di storia alla St. Cloud State University. Prima di intraprendere la carriera cinematografica, Joel e Ethan hanno frequentato il college e l'università; Joel si è laureato in cinematografia alla New York University, mentre Ethan in Filosofia a Princeton.
Iniziano a lavorare nel mondo del cinema come assistenti sul set, e nel 1982 collaborano con l'amico Sam Raimi, anch'esso al debutto, in una produzione a basso costo che diventa un vero e proprio cult: La casa. Nel 1984 esordiscono in proprio con Blood Simple - Sangue facile, che li conduce a un successo immediato, grazie all'attribuzione del prestigioso Premio della Giuria del Sundance Film Festival.
Entrambi sono autori di racconti, attività cui si dedicano per diletto. Nel 1999 è stato pubblicato in Italia da Einaudi il volume I cancelli dell'Eden che raccoglie una parte della produzione letteraria di Ethan Coen.

## Vita privata
Joel Coen conobbe l'attrice Frances McDormand, presente in sette dei film della coppia, nel 1984, durante le riprese del loro primo film Blood Simple - Sangue facile. Nello stesso anno i due si sposarono. Dieci anni dopo Joel e Frances adottarono un bambino del Paraguay, Pedro McDormand Coen. Ethan è sposato con l'assistente alla regia e addetta al montaggio Tricia Cooke, anch'essa spesso presente in molti dei loro film. Entrambe le coppie vivono a New York.
Nel 1985 Joel e Ethan Coen e Frances McDormand acquistarono una casa nel Bronx, dove andarono a vivere insieme al regista e amico Sam Raimi e all'attrice Holly Hunter, compagna di studi della McDormand nella scuola di recitazione di Yale. Per un breve periodo anche Kathy Bates, con il suo compagno di allora, abitò con loro.

## Critica
Il cinema di Joel e Ethan Coen ha sempre goduto di una considerazione notevole presso i critici: già alla prima proiezione di Blood Simple al New York Film Festival del 1984, i critici valutarono il film del duo esordiente in maniera entusiastica, un atteggiamento insolito nei confronti di un film che muoveva dichiaratamente dal cinema di genere e che era quanto di più distante dalle pellicole che solitamente avevano la meglio al festival.
Uno dei motivi di questo successo è che le opere dei Coen, pur muovendo dal cinema di genere, si rivestono di una impronta d'autore, con un forte stilismo e una consonanza di temi e toni da un film all'altro. I Coen, però, rifiutano lo status di "autori" e si negano al pubblico e alla critica, evitando il divismo tipico di molti registi e qualsiasi discorso approfondito riguardo alla loro filmografia. Anche i loro lavori sono difficili da etichettare, in quanto innovativi, spiazzanti, grotteschi e ambigui.

## Filmografia

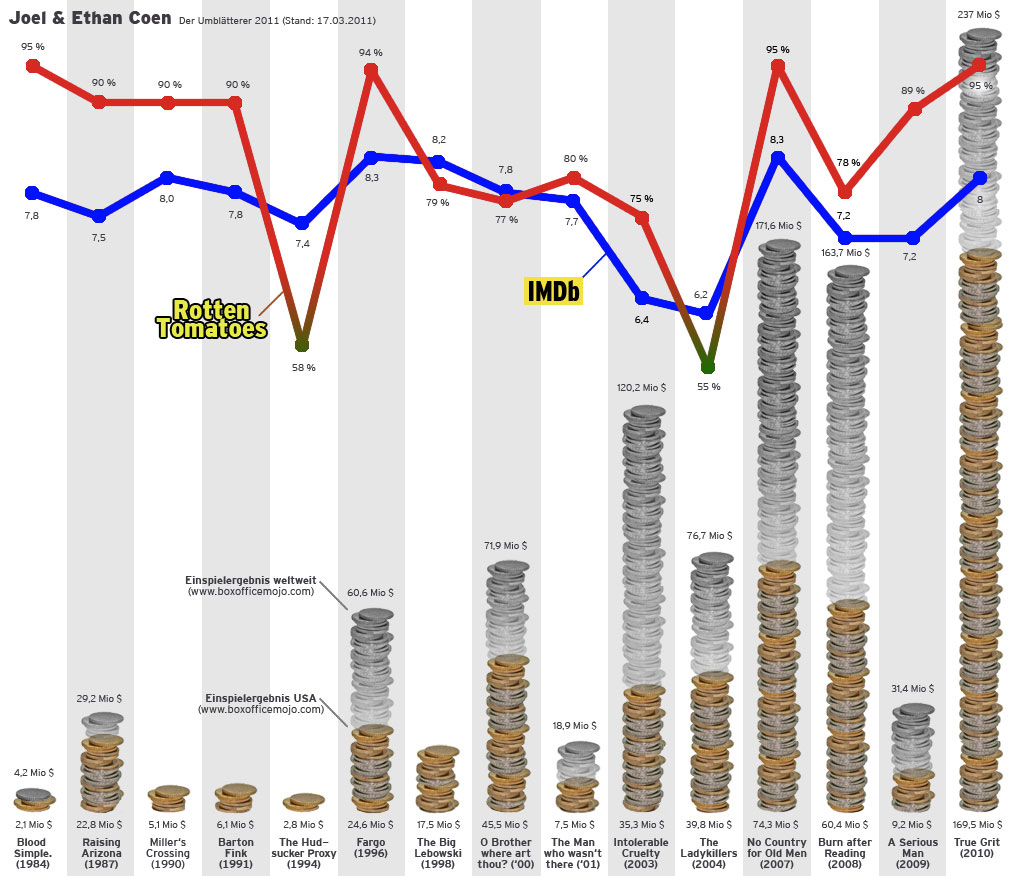
Tutti i film dei fratelli Coen fino a Il Grinta in una statistica (risultati al botteghino, voti su IMDb, recensioni positive su Rotten Tomatoes)

Da segnalare che i fratelli Coen sono sempre stati co-registi e co-sceneggiatori, ma fino al 2003 Ethan firmava la produzione e Joel la regia, mentre l'altro fratello non risultava accreditato nei titoli anche se effettivamente produttore e regista alla pari. Il primo film in cui la regia è firmata ufficialmente da entrambi è stato Ladykillers del 2004.
Utilizzano inoltre lo pseudonimo Roderick Jaynes per firmare il montaggio delle loro opere.

### Registi e sceneggiatori
- Blood Simple - Sangue facile (Blood Simple, 1984)
- Arizona Junior (Raising Arizona, 1987)
- Crocevia della morte (Miller's Crossing, 1990)
- Barton Fink - È successo a Hollywood (Barton Fink, 1991)
- Mister Hula Hoop (The Hudsucker Proxy, 1994)
- Fargo (1996)
- Il grande Lebowski (The Big Lebowski, 1998)
- Fratello, dove sei? (O Brother, Where Art Thou?, 2000)
- L'uomo che non c'era (The Man Who Wasn't There, 2001)
- Prima ti sposo poi ti rovino (Intolerable Cruelty, 2003)
- Ladykillers (The Ladykillers, 2004)
- Paris, je t'aime (2006) - episodio Tuileries
- Chacun son cinéma - A ciascuno il suo cinema (Chacun son cinéma) - episodio World Cinema (2007)
- Non è un paese per vecchi (No Country for Old Men, 2007)
- Burn After Reading - A prova di spia (Burn After Reading, 2008)
- A Serious Man (2009)
- Il Grinta (True Grit, 2010)
- A proposito di Davis (Inside Llewyn Davis, 2013)
- Ave, Cesare! (Hail, Caesar!, 2016)
- La ballata di Buster Scruggs (The Ballad of Buster Scruggs, 2018)

### Lavori solisti
- Macbeth (The Tragedy of Macbeth) (2021) - solo Joel Coen
- Jerry Lee Lewis: Trouble in Mind (2022) - documentario, solo Ethan Coen
- Drive-Away Dolls (2024) - solo Ethan Coen
- Honey Don't! (2025) - solo Ethan Coen

### Sceneggiatori
- I due criminali più pazzi del mondo (Crimewave), regia di Sam Raimi (1985)
- Lo spezzaossa (The Naked Man), regia di J. Todd Anderson (1998) - solo Ethan Coen
- Gambit - Una truffa a regola d'arte (Gambit), regia di Michael Hoffman (2012)
- Unbroken, regia di Angelina Jolie (2014)
- Il ponte delle spie (Bridge of Spies), regia di Steven Spielberg (2015)
- Suburbicon, regia di George Clooney (2017)

### Produttori
- Down from the Mountain, regia di Nick Doob, Chris Hegedus e D. A. Pennebaker (2000) - documentario
- Babbo bastardo (Bad Santa), regia di Terry Zwigoff (2003)
- Romance & Cigarettes, regia di John Turturro (2005)
- Fargo (2014 - in corso) - serie TV

### Montatori
- Blood Simple - Sangue facile (Blood Simple, 1984)
- Barton Fink - È successo a Hollywood (Barton Fink, 1991)
- Fargo (1996)
- Il grande Lebowski (The Big Lebowski, 1998)
- Fratello, dove sei? (O Brother, Where Art Thou?, 2000)
- L'uomo che non c'era (The Man Who Wasn't There, 2001)
- Prima ti sposo poi ti rovino (Intolerable Cruelty, 2003)
- Ladykillers (The Ladykillers, 2004)
- Non è un paese per vecchi (No Country for Old Men, 2007)
- Burn After Reading - A prova di spia (Burn After Reading, 2008)
- A Serious Man (2009)
- Il Grinta (True Grit, 2010)
- A proposito di Davis (Inside Llewyn Davis, 2013)
- Ave, Cesare! (Hail, Caesar!, 2016)
- La ballata di Buster Scruggs (The Ballad of Buster Scruggs, 2018)
- Macbeth (The Tragedy of Macbeth) (2021) - solo Joel Coen

## Riconoscimenti

### Premio Oscar
- 1997 – Fargo
  - Miglior sceneggiatura originale
  - Candidatura al miglior film
  - Candidatura ai migliori registi
  - Candidatura al miglior montaggio
- 2001 – Fratello, dove sei?
  - Candidatura alla miglior sceneggiatura non originale
- 2008 – Non è un paese per vecchi
  - Miglior film
  - Migliori registi
  - Miglior sceneggiatura non originale
  - Candidatura al miglior montaggio
- 2010 – A Serious Man
  - Candidatura al miglior film
  - Candidatura alla miglior sceneggiatura originale
- 2011 – Il Grinta
  - Candidatura al miglior film
  - Candidatura ai migliori registi
  - Candidatura alla miglior sceneggiatura non originale
- 2016 – Il ponte delle spie
  - Candidatura alla miglior sceneggiatura originale
- 2019 – La ballata di Buster Scruggs
  - Candidatura alla miglior sceneggiatura non originale

### Golden Globe
- - 1997 – Candidatura al miglior film commedia o musicale per Fargo
  - 1997 – Candidatura alla miglior regia per Fargo
  - 1997 – Candidatura alla miglior sceneggiatura per Fargo
  - 2001 – Candidatura al miglior film commedia o musicale per Fratello, dove sei?
  - 2002 – Candidatura al miglior film drammatico per L'uomo che non c'era
  - 2002 – Candidatura alla miglior sceneggiatura per L'uomo che non c'era
  - 2008 – Candidatura al miglior film drammatico per Non è un paese per vecchi
  - 2008 – Candidatura alla miglior regia per Non è un paese per vecchi
  - 2008 – Miglior sceneggiatura per Non è un paese per vecchi
  - 2009 – Candidatura al miglior film commedia o musicale per Burn After Reading - A prova di spia
  - 2014 – Candidatura al miglior film commedia o musicale per A proposito di Davis
  - 2014 – Candidatura alla miglior canzone originale per A proposito di Davis

- Premio BAFTA
  - 1997 – Candidatura al miglior film per Fargo
  - 1997 – Miglior regia per Fargo
  - 1997 – Candidatura alla miglior sceneggiatura originale per Fargo
  - 1997 – Candidatura al miglior montaggio per Fargo
  - 2001 – Candidatura alla miglior sceneggiatura originale per Fratello, dove sei?
  - 2008 – Candidatura al miglior film per Non è un paese per vecchi
  - 2008 – Miglior regia per Non è un paese per vecchi
  - 2008 – Candidatura alla miglior sceneggiatura non originale per Non è un paese per vecchi
  - 2008 – Candidatura al miglior montaggio per Non è un paese per vecchi
  - 2009 – Candidatura alla miglior sceneggiatura originale per Burn After Reading - A prova di spia
  - 2010 – Candidatura alla miglior sceneggiatura originale per A Serious Man
  - 2011 – Candidatura al miglior film per Il Grinta
  - 2011 – Candidatura alla miglior regia per Il Grinta
  - 2011 – Candidatura alla miglior sceneggiatura non originale per Il Grinta
  - 2014 – Candidatura alla miglior sceneggiatura originale per A proposito di Davis
  - 2016 – Candidatura alla miglior sceneggiatura originale per Il ponte delle spie

- Festival di Cannes
  - 1991 – Palma d’oro per Barton Fink - È successo a Hollywood
  - 1991 – Prix de la mise en scène per Barton Fink - È successo a Hollywood
  - 1996 – Prix de la mise en scène per Fargo
  - 2001 – Prix de la mise en scène per L'uomo che non c'era
  - 2013 – Grand Prix Speciale della Giuria per A proposito di Davis